# Feel so Easy!
「Feel so Easy!」（フィール・ソー・イージー）は、桃井はるこの楽曲。自身が作詞・作曲を手掛けた。桃井の13枚目のシングルとして2008年8月27日にavex entertainmentからリリースされた

## 概要
前作『ルミカ』より9か月ぶりの、avex entertainment所属後7枚目のシングルである。
1曲目「Feel so Easy!」は、同レーベルが製作に参加するTVアニメ「Mission-E」エンディングテーマとして使用されている。(但し、第3 - 7・10話では『Feel so Easy! ビリビリver.』(作詞・作曲：桃井はるこ、編曲：MISSILE CHEWBACCA、歌：B・Bガ〜ルズ(ビリビリガ〜ルズ) が使用されている。)
2曲目「天空のスプライト」は、自身がパーソナリティーを務めるAMラジオ番組「桃井はるこの超!モモーイ」(文化放送)の3代目エンディングテーマとして使用されている。

## 基本情報
- 規格品番：AVCA-26889
- 定価：1,260円 （税抜：1,200円）
- 貸与非承諾期間：2009年2月26日まで
- JANコード：4-988064-268894

### 帯キャッチフレーズ
"ネクスト・Lvのヲタク・アーティスト"ことモモーイが贈る

80'sカルチャーを想起させる

アーバンでキャッチーなメロディー!

## 収録曲
1. Feel so Easy! [4:18]
作詞・作曲・編曲：桃井はるこ
  - TVアニメ「Mission-E」エンディングテーマ
2. 天空のスプライト [5:28]
作詞・作曲：桃井はるこ、編曲：Haraddy
  - 文化放送「桃井はるこの超!モモーイ」3代目エンディングテーマ
3. Feel so Easy! （カラオケ）
4. 天空のスプライト （カラオケ）

## 演奏
- ギター：鈴木太郎
- バイオリン（「天空のスプライト」のみ）：LINNKO
- ストリング・アレンジ（「天空のスプライト」のみ）：Haraddy & Q-Mex

## スタッフ
- エグゼクティブ・プロデューサー：高谷与志人 （avex entertainment inc.）
- プロデューサー：大泉浩之 （avex entertainment inc.）、服部街宇 （avex entertainment inc.）
- サウンド・プロデューサー / ディレクター：鈴木太郎 （Right Gauge）
- レコーディング / ミキシング：崎本正俊
- マスタリング：金子清次、(株)キング関口台スタジオ
- 写真：福富雅士
- メイク：玲香
- スタイリスト：小野恵子
- ジャケット・アート・ディレクター / デザイナー：畔田千春 （KOBI co.,ltd.）
- クリエイティブ・ディレクター：渡邊英一 （KOBI co.,ltd.）
- プロモーター：齋藤雅哉 （avex entertainment inc.）
- セールス・プロモーター：大井奈津子 （avex entertainment inc.）
- ジャケット・コーディネーター：五十嵐陽子 （avex marketing inc.）
- マネージャー：山上毅 （Right Gauge）、すわひでお （Right Gauge）